# Karakószörcsök
Karakószörcsök ist eine ungarische Gemeinde im Kreis Devecser im Komitat Veszprém.

## Geografische Lage
Karakószörcsök liegt 47,5 Kilometer westlich des Komitatssitzes Veszprém und 12 Kilometer nordwestlich der Kreisstadt Devecser. Nachbargemeinden sind Kerta, Iszkáz, Tüskevár, Apácatorna und Kisberzseny.

## Geschichte
Karakószörcsök wurde 1288 erstmals als Zurchuk, 1426 als Karakozurchek urkundlich erwähnt. Im Jahr 1913 gab es in der damaligen Kleingemeinde 139 Häuser und 725 Einwohner auf einer Fläche von 1057 Katastraljochen. Sie gehörte zu dieser Zeit zum Bezirk Devecser im Komitat Veszprém.

## Sehenswürdigkeiten
- Evangelische Kirche

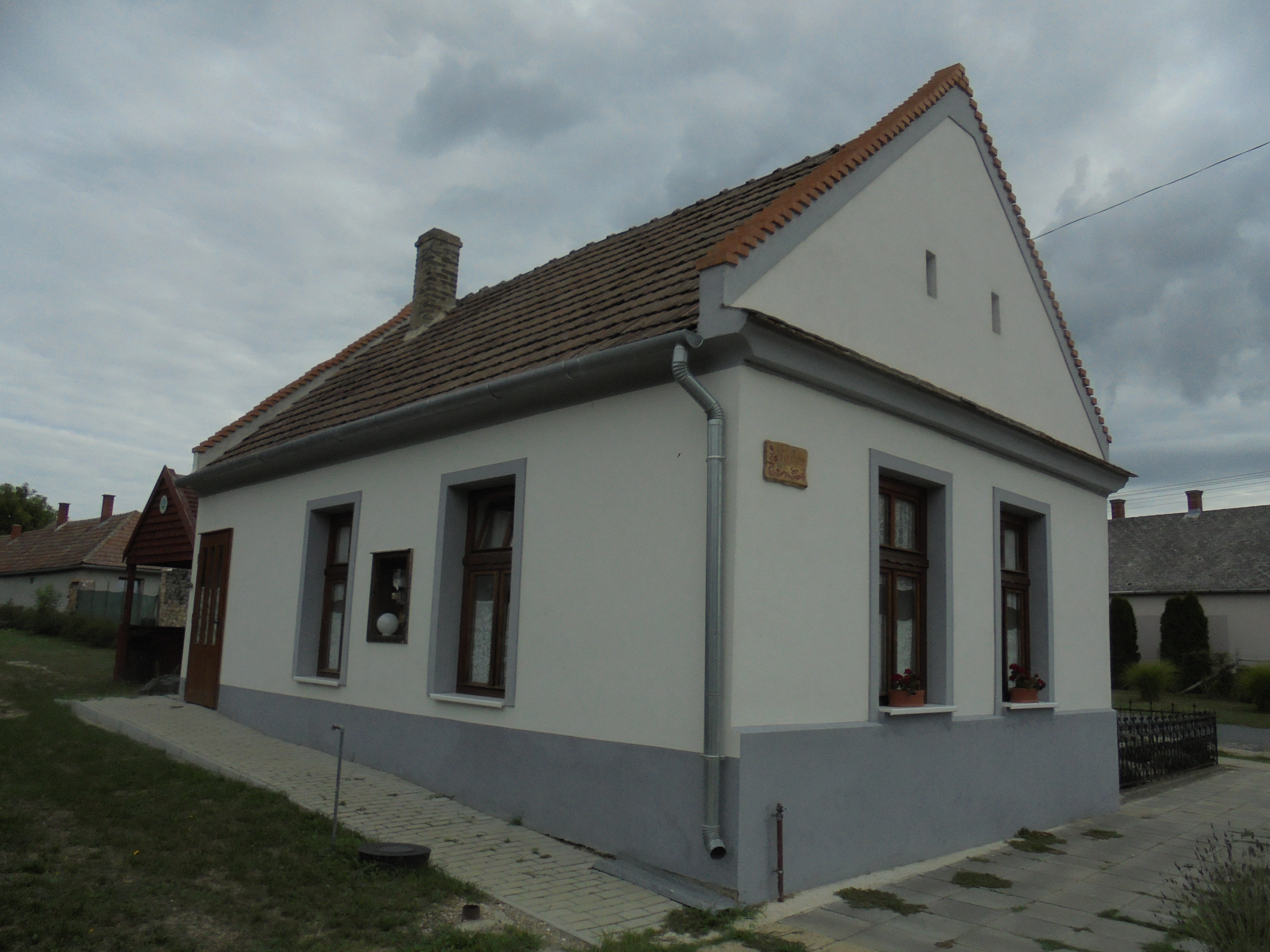
Heimatmuseum
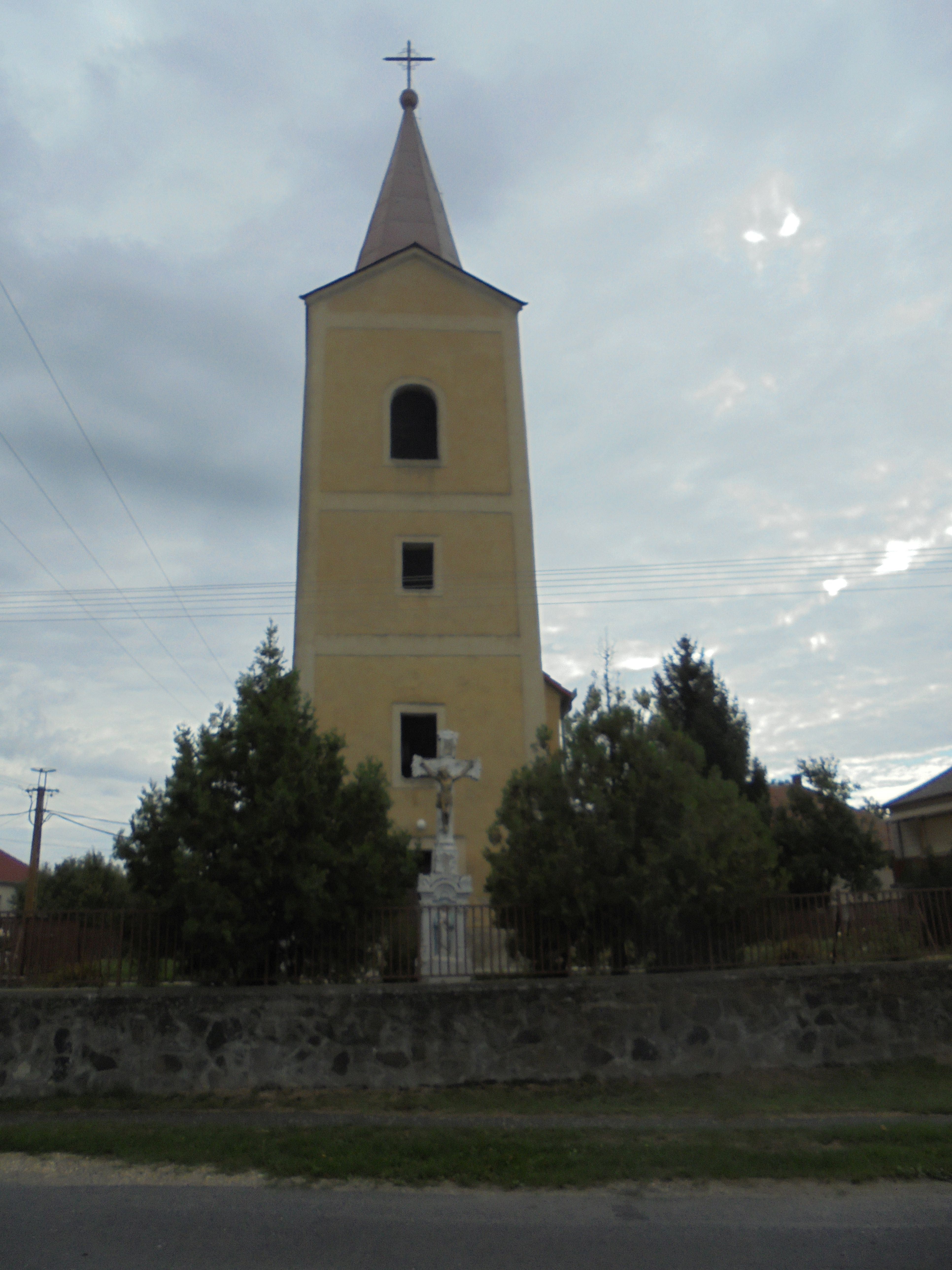
Römisch-katholische Kirche Szent András apostol
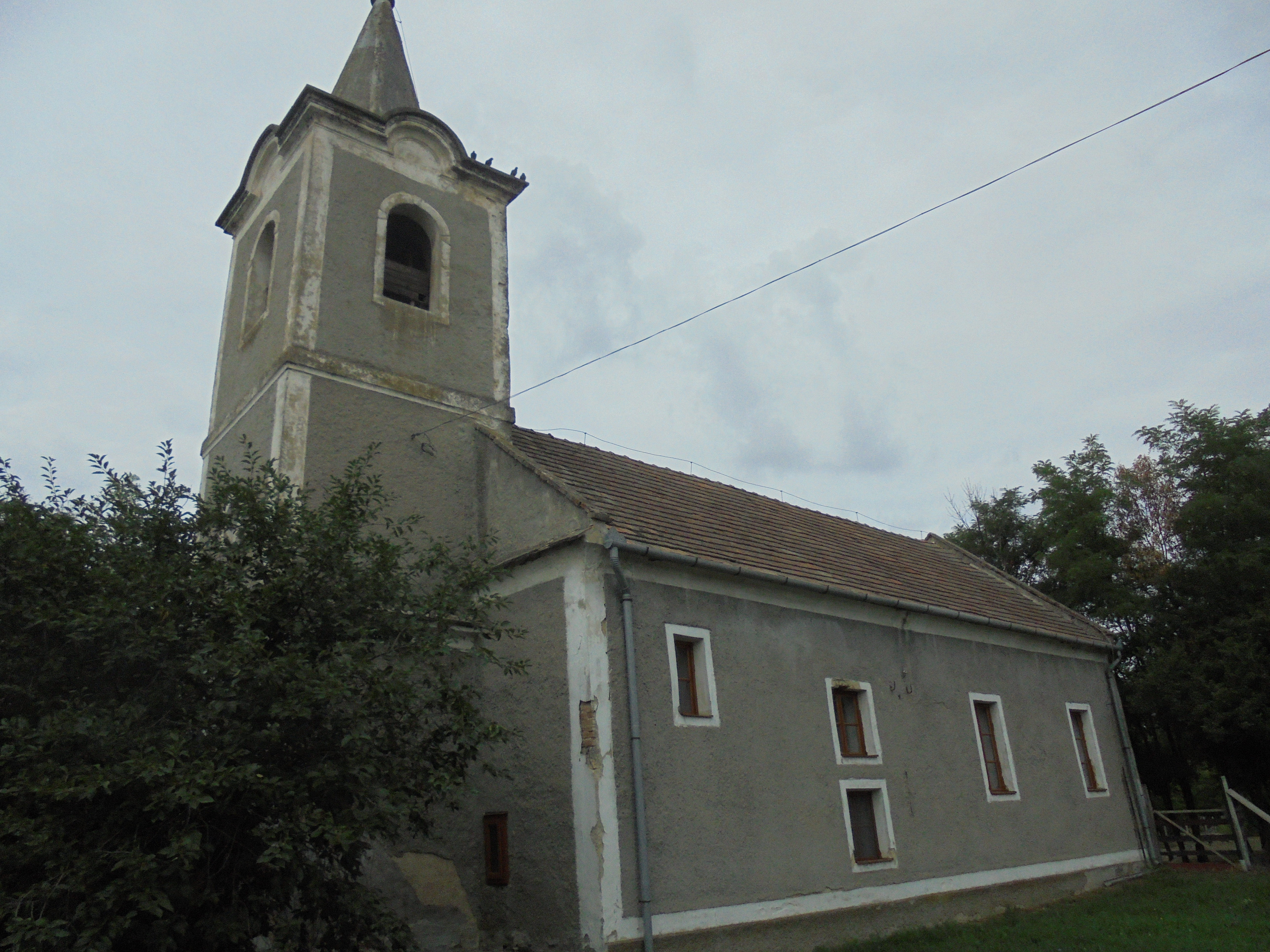
Evangelische Kirche

- Weltkriegsdenkmal

- Heimatmuseum
- Römisch-katholische Kirche Szent András apostol
- Evangelische Kirche

## Verkehr
Durch Karakószörcsök verläuft die Landstraße Nr. 8414, südlich des Ortes die Hauptstraße Nr. 8. Es bestehen Zugverbindungen nach Ajka und Celldömölk. Weiterhin gibt es Busverbindungen in alle umliegenden Gemeinden sowie über Devecser nach Ajka.